# Łazy Lubuskie
Łazy Lubuskie (prononciation : [ˈwazɨ luˈbuskʲɛ]) est un village polonais de la gmina de Słubice dans le powiat de Słubice de la voïvodie de Lubusz, dans l'Ouest de la Pologne.
Le village comptait approximativement une population de 45 habitants en 2011.

## Histoire
Au cours du deuxième partage de la Pologne en 1793, le village est annexé par le Royaume de Prusse sous le nom de Lebuser Loose. (voir Évolution territoriale de la Pologne)
Après la Seconde Guerre mondiale, avec la mise en œuvre de la ligne Oder-Neisse, le village retourne à la République populaire de Pologne. La population d'origine allemande est expulsée et remplacée par des polonais.
De 1975 à 1998, le village appartenait administrativement à la voïvodie de Gorzów.

Depuis 1999, il appartient administrativement à la voïvodie de Lubusz